# Philipp von Foltz
Philipp von Foltz (født 11. maj 1805 i Bingen, død 5. august 1877 i München) var en tysk historie- og genremaler. Han var bror til arkitekt og billedhugger Ludwig Foltz.  

## Biografi
Foltz blev 1825 Cornelius' elev i München, var hans medhjælper ved udførelsen af glyptotekfreskerne og sluttede sig til sin lærers retning i sine i farve ret forsømte, akademisk holdt historiemalerier: 23 fremstillinger (sammen med Lindenschmit) efter Schillers ballader i det nye slot, de to store: Kejser Frederik I's ydmygelse (1854) og Fra Perikles' tidsalder (1866, begge i Maximilianeum). Den meget produktive kunstner, der blev akademiprofessor 1865, centralgaleridirektør i München, malede også i olie talrige romantiske genrebilleder, således under Romopholdet Sängers Fluch (1838, efter Ludwig Uhland, i Kölns Bymuseum, en mindre gengivelse i Neue Pinakothek i München, en studie til det i Thorvaldsens Museum) og jæger- og fiskeriidyller; i Thorvaldsens Museum En sovende, blind tiggerpige. Hans tegning Kong Otto af Grækenlands afsked (1833) med en mængde portrætter har vundet megen udbredelse i litografisk reproduktion.